# The Professor and the Madman
The Professor and the Madman (El Profesor y el Loco) es una película de drama biográfico, dirigida  por Farhad Safinia (bajo el seudónimo de P. B. Shemran), a partir de un guion de Shemran, y Todd Komarnicki, basada en el libro de 1998 The Surgeon of Crowthorne, de Simon Winchester. Está protagonizada por Mel Gibson, Sean Penn, Natalie Dormer, Eddie Marsan, Jennifer Ehle, Jeremy Irvine, David O'Hara, Ioan Gruffudd, Stephen Dillane y Steve Coogan. 
Se estrenó el 10 de mayo de 2019 por Vertical Entertainment.

## Sinopsis
El profesor James Murray comienza a compilar palabras para la primera edición del Oxford English Dictionary a mediados del siglo XIX; pero a pesar de su voluntad y capacidades académicas, la tarea es abrumadora hasta que conoce al esquizofrénico doctor William Chester Minor acusado de homicidio y encarcelado de por vida por el asesinato de un hombre de familia. El doctor Minor ayudará a Murray a realizar las compilaciones y asociaciones haciéndole más fácil la tarea a Murray a quien se otorgan los honores y fama, si bien el nombre de Minor aparece como un colaborador en la obra. La degradación psicológica de Minor es severa y recibe tratamientos experimentales que le provocan graves daños. La relación profunda con él llevará a Murray a apoyar a su amigo hasta conseguir la liberación de Minor por medio de una expatriación a Estados Unidos.

## Reparto
- Mel Gibson como James Murray.
- Sean Penn como el Dr. William Chester Minor.
- Natalie Dormer como Eliza Merrett.
- Eddie Marsan como Muncie.
- Jennifer Ehle como Ada Murray.
- Jeremy Irvine como Charles Hall.
- David O'Hara como Church.
- Ioan Gruffudd como Henry Bradley.
- Brendan Patricks como Winston Churchill.
- Stephen Dillane como el Dr. Richard Brayne.
- Steve Coogan como Frederick Furnivall.
- Laurence Fox como Philip Lyttelton Gell.
- Aidan McArdle como el abogado defensor Clarke.
- Adam Fergus como Alfred Minor.

## Producción
Mel Gibson trabajó en la adaptación del libro The Surgeon of Crowthorne durante más de 20 años antes de que la producción comenzara a desarrollarse en 2016. Gibson, quien originalmente tenía la intención de dirigir, contrató a su coguionista de Apocalypto Farhad Safinia para reemplazarlo, mientras permaneció en el papel de James Murray. Sean Penn entró en las primeras conversaciones para unirse a la película como William Chester Minor en agosto de 2016. En agosto, Natalie Dormer firmó para un papel. En septiembre, Ioan Gruffudd se unió al elenco.
El rodaje comenzó en Dublín en septiembre de 2016. Las fotos del set de noviembre revelaron a Steve Coogan, Laurence Fox y Jennifer Ehle como parte del reparto.

## Estreno
En enero de 2019, Vertical Entertainment adquirió los derechos de distribución en Estados Unidos de la película. Safinia no fue reconocida por dirigir o coescribir la película, sino que el crédito fue para PB Shemran. Fue estrenada el 10 de mayo de 2019.